# Apogon fuscus
Apogon fuscus es una especie de pez de la familia de los apogónidos en el orden de los perciformes.

## Morfología
Los machos pueden llegar a alcanzar 10 cm de longitud total.

## Distribución geográfica
Se encuentran desde el Mar Rojo hasta el océano Índico (islas Seychelles, Mauricio y Reunión) y el Pacífico occidental (Tonga, Samoa y las Islas Marshall).